# Acanthoderes
Genre
Acanthoderes est un genre d'Insectes coléoptères de la famille des Cerambycidae, de la sous-famille des Lamiinae et de la tribu des Acanthoderini.

## Liste de sous-genres et espèces
Selon BioLib (19 mars 2022) :
- Sous-genre Acanthoderes Audinet-Serville, 1835
  - Acanthoderes albifrons Chemsak & Hovore, 2002
  - Acanthoderes aliciae Chemsak & Hovore, 2002
  - Acanthoderes alpina Chemsak & Hovore, 2002
  - Acanthoderes amplitoris Chemsak & Hovore, 2002
  - Acanthoderes bicolor Chemsak & Hovore, 2002
  - Acanthoderes cavei Chemsak & Hovore, 2002
  - Acanthoderes daviesii (Swederus, 1787)
  - Acanthoderes flavomaculata Chemsak & Hovore, 2002
  - Acanthoderes giesberti Chemsak & Hovore, 2002
  - Acanthoderes laevicollis Bates, 1872
  - Acanthoderes laportei Aurivillius, 1923
  - Acanthoderes latevittata Aurivillius, 1921
  - Acanthoderes latiforma Chemsak & Hovore, 2002
  - Acanthoderes linsleyi Chemsak & Hovore, 2002
  - Acanthoderes noguerai Chemsak & Hovore, 2002
  - Acanthoderes paravetusta Chemsak & Hovore, 2002
  - Acanthoderes parva Chemsak & Hovore, 2002
  - Acanthoderes parvimacula Zajciw, 1964
  - Acanthoderes rubripes Bates, 1872
  - Acanthoderes rufofemorata Aurivillius, 1926
  - Acanthoderes satanas Bates, 1880
  - Acanthoderes septemmaculata Buquet, 1859
  - Acanthoderes solisi Chemsak & Hovore, 2002
  - Acanthoderes subtesselata Bates, 1880
  - Acanthoderes thammi Bates, 1880
  - Acanthoderes zischkai Tippmann, 1960
  - Acanthoderes zonata Bates, 1880
- Sous-genre Pardalisia Casey, 1913
  - Acanthoderes amplifrons Chemsak & Hovore, 2002
  - Acanthoderes funeraria Bates, 1861

Selon Catalogue of Life (19 mars 2022) :
- Sous-genre Pardalisia
  - Acanthoderes (Pardalisia) amplifrons Chemsak & Hovore, 2002
  - Acanthoderes (Pardalisia) funeraria Bates, 1861
  - Acanthoderes (Pardalisia) lacrymans (Thomson, 1865)
- Sous-genre Symperasmus
  - Acanthoderes (Symperasmus) affinis (Thomson, 1865)
  - Acanthoderes (Symperasmus) ferruginea Chemsak & Hovore, 2002
  - Acanthoderes (Symperasmus) hondurae Chemsak & Hovore, 2002
  - Acanthoderes (Symperasmus) thoracica White, 1855

## Systématique
Le nom valide complet (avec auteur) de ce taxon est Acanthoderes Audinet-Serville, 1835.
Acanthoderes a pour synonymes :
- Acanthodera Agassiz, 1846
- Acanthoderus lepidus Heer, 1864
- Acanthoderus sepultus Heer, 1864
- Acanthoderus Audinet-Serville, 1835
- Acanthoderus Dejean, 1835
- Acanthoderus Laporte de Castelnau, 1840
- Acanthodres
- Pardalisia Casey, 1913
- Scamillus Gistl, 1848